# Rønde
Rønde är en ort i Syddjurs kommun i Region Mittjylland. Antalet invånare är 2 925. Orten ligger 30 km nordöst om Århus.